# بارگیری موسیقی

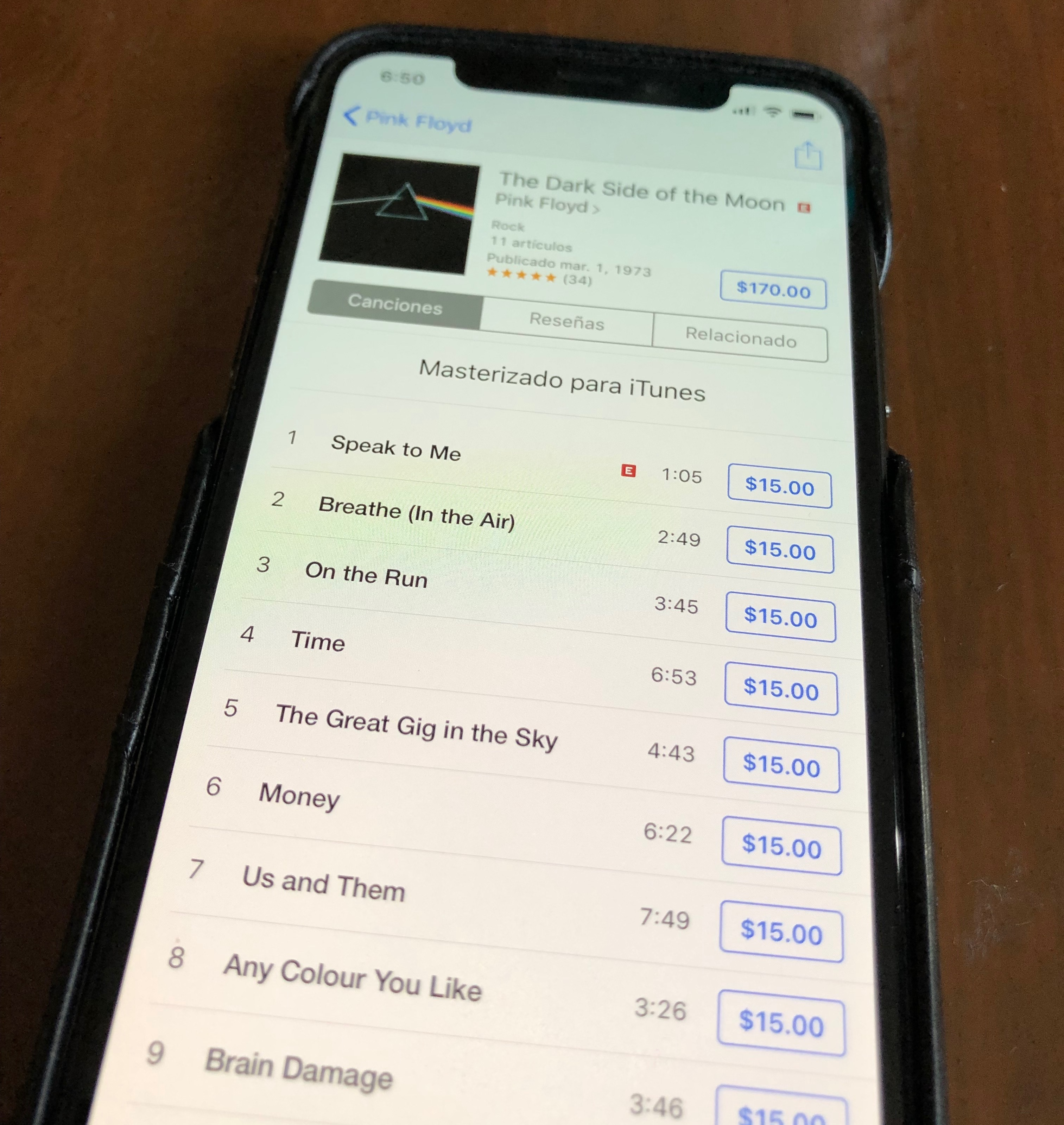
آی‌تیونز استور از طریق تلفن همراه قابل دسترسی است.

بارگیری موسیقی،به انتقال یک اثر موسیقایی از اینترنت به رایانه شخصی افراد گفته می‌شود. این اصطلاح برای بیان هر دو حالت قانونی (با رعایت حق تکثیر) و غیرقانونی گفته می‌شود.
فروشگاه‌های آنلاین موسیقی شامل گوگل پلی، آی‌تیونز استور، آمارون ام‌پی۳ و نوکیا موزیک استور هستند. همچنین نرم‌افزارهایی مانند نرم‌افزار زون نیز امکان خرید آنلاین موسیقی را می‌دهد. تا ژانویه ۲۰۱۱ فقط آی‌تونز استور اپل از یک چهارم اول سال مالی خود ۱٬۲ میلیارد دلار آمریکا سود به‌دست آورد.